# Olisthopus
Olisthopus is een geslacht van kevers uit de familie van de loopkevers (Carabidae). De wetenschappelijke naam van het geslacht is voor het eerst geldig gepubliceerd in 1828 door Dejean.

## Soorten
Het geslacht Olisthopus omvat de volgende soorten:
- Olisthopus brevicornis Casey, 1913
- Olisthopus elburzensis (Morvan, 1977)
- Olisthopus elongatus Wollaston, 1854
- Olisthopus ericae Wollaston, 1854
- Olisthopus filicornis Casey, 1913
- Olisthopus fuscatus Dejean, 1828
- Olisthopus glabratus Brulle, 1839
- Olisthopus glabricollis (Germar, 1817)
- Olisthopus hispanicus Dejean, 1828
- Olisthopus humerosus Wollaston, 1858
- Olisthopus inclavatus Israelson, 1983
- Olisthopus innuens Casey, 1913
- Olisthopus iterans Casey, 1913
- Olisthopus maderensis Wollaston, 1854
- Olisthopus micans Leconte, 1848
- Olisthopus palmensis Wollaston, 1864
- Olisthopus parmatus (Say, 1823)
- Olisthopus pusio Casey, 1913
- Olisthopus rotundatus (Paykull, 1790)
- Olisthopus sibiricus J.Sahlberg, 1880
- Olisthopus sturmii (Duftschmid, 1812)